# Justus Hermann Wetzel

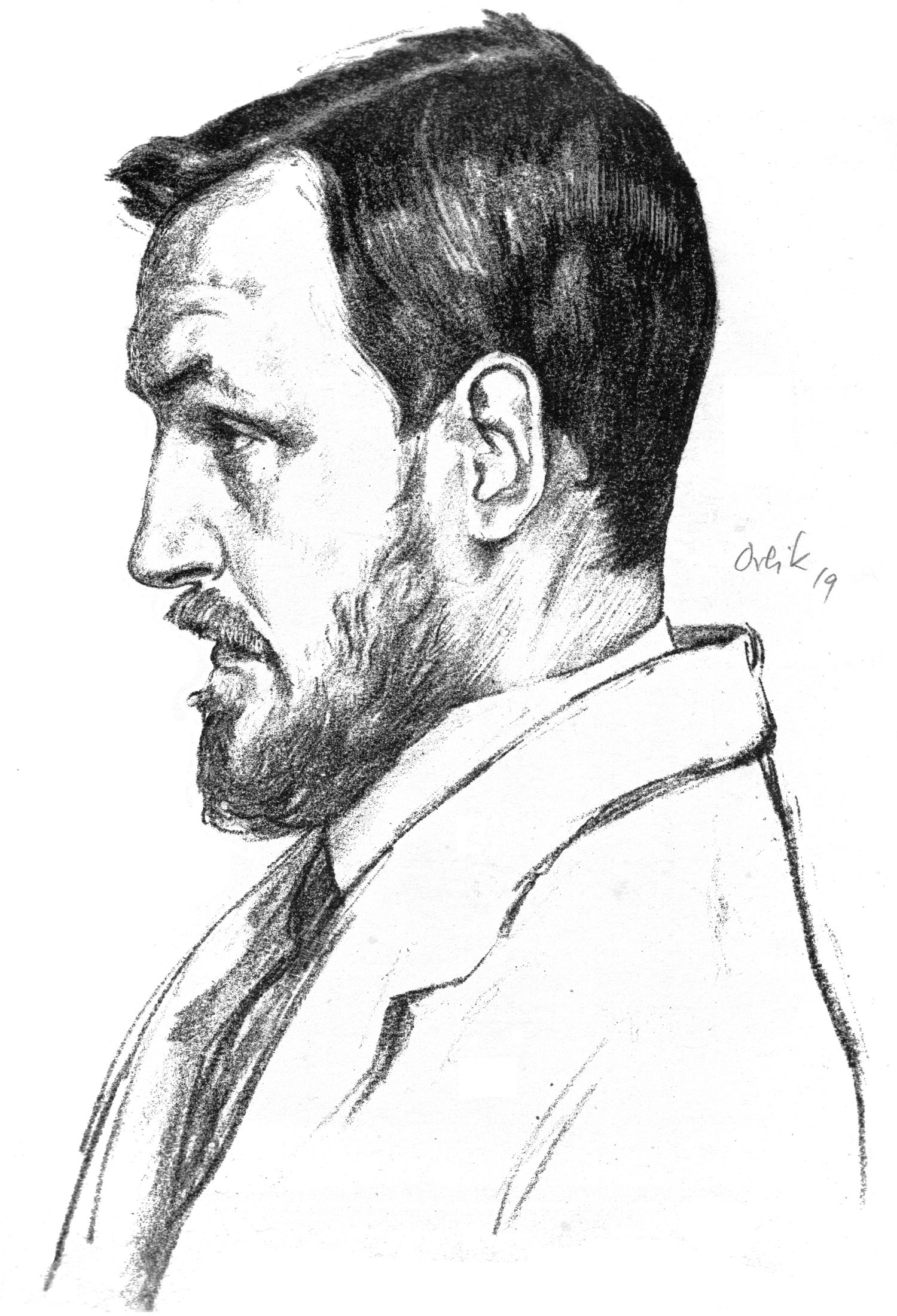
Justus Hermann Wetzel, Lithographie von Emil Orlik, 1919

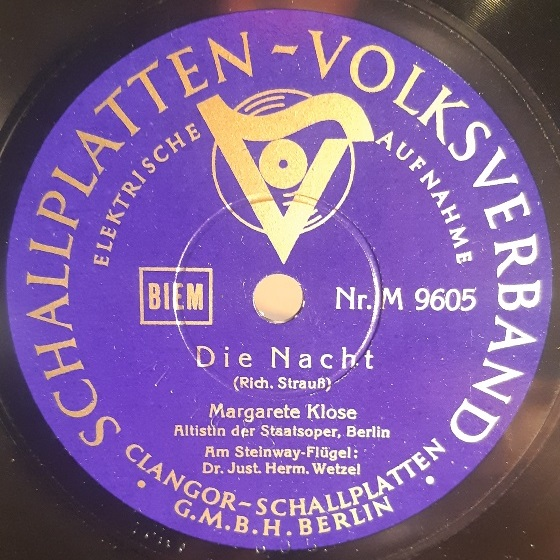
Schallplatte mit Margarete Klose und Justus Hermann Wetzel als Begleiter (Berlin 1932)

Justus Hermann Wetzel (* 11. März 1879 in Kyritz; † 6. Dezember 1973 in Überlingen) war ein deutscher Komponist, Schriftsteller und Musikpädagoge.

## Leben

Justus Hermann Wetzel, Gemälde von Erich Büttner, 1929/30; Berlin, Neue Nationalgalerie

Wetzel wurde im brandenburgischen Kyritz als Sohn eines Postsekretärs geboren. Nach dem Abitur, das er 1897 in Potsdam ablegte, studierte er 1897 bis 1901 Biologie in Berlin, Marburg und München. In Marburg betrieb er auch philosophische Studien bei Hermann Cohen und Paul Natorp. 1901 promovierte er dort mit einer zoologischen Arbeit. Anschließend wandte er sich der Musik zu und vertiefte seine Kenntnisse mit privaten Studien in Berlin. Die Friedrich-Kiel-Gesellschaft hat ihn als Schüler von Friedrich Kiel erfasst. Seinen Lebensunterhalt bestritt er als Musikreferent bei verschiedenen Tageszeitungen. Von 1905 bis 1907 unterrichtete er am Riemann-Konservatorium in Stettin. 1910 zog er endgültig nach Berlin, wo er zunächst eine Lehrtätigkeit am Klindworth-Scharwenka-Konservatorium ausübte. Am 15. August 1917 heiratete er in Berlin Rose Bergmann, die jüdischer Herkunft war. 1926 wechselte er an die Staatliche Akademie für Kirchenmusik in Berlin-Charlottenburg, die heutige Universität der Künste.
Obwohl Wetzel relativ zurückgezogen lebte und sich kaum für sein Schaffen einsetzte, umgab ihn ein großer Kreis von Freunden und Verehrern. Zu ihnen zählten nicht nur Musiker, sondern auch Bildende Künstler wie Emil Orlik und dessen Schüler Gunter Böhmer, der Dichter Hermann Hesse sowie Anna Spitteler, die Tochter des von Wetzel verehrten Schweizer Literaturnobelpreisträgers Carl Spitteler. Schüler Wetzels waren die Komponisten Mark Lothar und Friedrich Metzler und der Pianist Gerhard Puchelt. Aus Anlass von Wetzels 50. Geburtstag fand am 16. März 1929 in der Sing-Akademie zu Berlin ein Konzert statt, das ausschließlich seinem Schaffen gewidmet war.
1937 wurde Wetzel, der als „jüdisch versippt“ galt, aus seinem Lehramt entlassen, weil er sich weigerte, sich von seiner Frau zu trennen. Im März 1943 gehörte sie zu jenen, die in der Rosenstraße inhaftiert wurden, durch den berühmt gewordenen Rosenstraße-Protest jedoch wieder freikamen. 1945 wurde Wetzel Professor an der Hochschule für Musik in Berlin; 1948 übersiedelte er mit seiner Familie nach Überlingen am Bodensee.

## Familie
Einziges Kind aus der Ehe Wetzels mit Rose Bergmann war die Tochter Ruth (* 14. Dezember 1924 in Berlin; † 8. Dezember 2020 in Paris). Sie zog nach dem Krieg nach Paris und war dort mit dem spanischen Komponisten Antonio Ruiz-Pipó verheiratet. Die Ehe blieb kinderlos.

## Politische Einstellung
Mit 25 Jahren, am 23. Dezember 1904, trat Wetzel aus der evangelischen Kirche aus und bekannte sich öffentlich dazu, ein Dissident zu sein. Daneben war er überzeugter Tolstojaner und Pazifist. Dies zeigt namentlich seine 1905 im Selbstverlag veröffentlichte Schrift Die Verweigerung des Heerdienstes und die Verurteilung des Krieges und der Wehrpflicht in der Geschichte der Menschheit. Später war er ein entschiedener Gegner der Nazi-Diktatur.

## Nachlass
Wetzels Nachlass wurde 1999 von seiner Tochter Ruth Ruiz-Pipó dem Archiv der Universität der Künste Berlin übergeben. 2004 und 2005 wurde er für Wetzel-Ausstellungen in Berlin und Überlingen verwendet. Beide Ausstellungen wurden von der Kunsthistorikerin Nancy Tanneberger kuratiert, die auch den Nachlass aufgearbeitet hat. Die im Nachlass aufgefundenen Hesse-Lieder wurden 2006 von Klaus Martin Kopitz im Verlag Saier & Hug herausgegeben.

## Kompositionen
Wetzel widmete sich fast ausschließlich dem Solo-Lied mit Klavierbegleitung. Mehr als 600 Lieder sind von ihm überliefert, von denen etwa 100 im Druck erschienen. Stilistisch haben sie ihre Wurzeln in der Romantik und knüpfen an Johannes Brahms und Hugo Wolf an. Eine wichtige Inspirationsquelle war daneben das Volkslied. Zahlreiche Interpreten haben sich für Wetzel eingesetzt, zu den namhaftesten zählen Emmi Leisner, Heinrich Schlusnus, Paula Salomon-Lindberg, Dietrich Fischer-Dieskau, Peter Schöne sowie die Pianistin Sandra Droucker und der Liedbegleiter Franz Rupp. Im Druck erschienen:
- Elf Gedichte mit Musik für eine Singstimme und Klavier, Berlin, Selbstverlag, 1911
- Op. 1, Sechs Gedichte für eine hohe Stimme und Klavier, Köln, Tischer & Jagenberg, 1917 (Digitalisat)
- Op. 2, Acht Volkslieder mit neuen Weisen für eine mittlere Stimme und Klavier, Köln, Tischer & Jagenberg, 1917 (Digitalisat)
- Op. 3, Sechs Gedichte für eine hohe Stimme und Klavier, Köln, Tischer & Jagenberg, 1919 (Digitalisat)
- Op. 4, Sechs Gedichte für eine hohe Stimme und Klavier, Köln, Tischer & Jagenberg, 1919
- Op. 5, Sieben Gedichte für eine mittlere Stimme und Klavier, Köln, Tischer & Jagenberg, 1919 (Digitalisat)
- Op. 8, Vier Gedichte für eine hohe Stimme und Klavier, Köln, Tischer & Jagenberg, 1919 (Digitalisat)
- Op. 9, Drei Gedichte für eine mittlere Stimme und Klavier, Köln, Tischer & Jagenberg, 1919 (Digitalisat)
- Op. 10, Vier Gedichte für eine tiefe Stimme und Klavier, Köln, Tischer & Jagenberg, 1917 (Digitalisat)
- Op. 11, Fünfzehn Gedichte von Hermann Hesse, Berlin, RIes & Erler, 1925; 2. Aufl. 1960
  - Nr. 5, Frühlingstag, gewidmet Corry Nera
- Op. 12, Verwandlungen eines eigenen Themas für Klavier, Berlin, Ries & Erler, 1929, gewidmet Sandra Droucker (Digitalisat)
- Op. 13, 21 Gedichte von Joseph Freiherrn von Eichendorff, Berlin, Albert Stahl, 1931
  - Nr. 2, In Danzig, gewidmet Heinrich Schlusnus
  - Nr. 4, Morgenständchen, gewidmet Mark Lothar
  - Nr. 18, Der Kehraus, gewidmet Franz Rupp
- Im stillen Reich. Sieben Lieder für eine Singstimme und Klavier, hrsg. von Werner Dürr, Berlin, Ries & Erler, 1959 (Digitalisat)
- Lieder nach Gedichten von Hermann Hesse, 4 Hefte, hrsg. von Klaus Martin Kopitz, Berlin, Saier & Hug, 2006

## Wissenschaftliche Arbeiten (Auswahl)
- Zur Kenntnis der natürlichen Theilung von „Chaetogaster diaphanus“, Leipzig: Breitkopf & Härtel 1902 (Diss., Universität Marburg 1901)
- Die Verweigerung des Heerdienstes und die Verurteilung des Krieges und der Wehrpflicht in der Geschichte der Menschheit, Potsdam, Selbstverlag, 1905 – Nachdruck in: Justus Hermann Wetzel, Briefe und Schriften, hrsg. von Klaus Martin Kopitz und Nancy Tanneberger, Würzburg 2019, S. 232–285
- Die Liedformen, Berlin, Vieweg, 1908
- Beethovens Violinsonaten, Berlin, Hesse, 1924
- Carl Spitteler. Ein Lebens- und Schaffensbericht, Bern, Francke, 1973, ISBN 3-7720-1058-X
- Justus Hermann Wetzel, Briefe und Schriften, hrsg. von Klaus Martin Kopitz und Nancy Tanneberger, Würzburg 2019[1] (S. 25–32 Korrespondenz mit Paul Bekker, S. 33–44 Korrespondenz mit Werner Wolffheim, S. 79–143 Korrespondenz mit Hermann Hesse, S. 151–173 Korrespondenz mit Friedrich Metzler, S. 189–198 Korrespondenz mit Margarete Klinckerfuß, S. 207–221 Korrespondenz mit Mark Lothar, S. 223–229 Korrespondenz mit Hildegard Wegscheider); ISBN 978-3-8260-7013-6

## Diskographie (Auswahl)
- 2012 – Nachklang. Lieder von Justus Hermann Wetzel; mit Olivia Vermeulen (Mezzosopran), Peter Schöne (Bariton), Liana Vlad (Klavier) und Eduard Stan (Klavier); Genuin classics & Deutschlandradio
- 2024 – Justus Hermann Wetzel und seine Zeitgenossen. Ein Jahrhundert aus Liedern; Lieder und Klavierwerke von Justus Hermann Wetzel, Hugo Wolf, Richard Strauss, Hans Pfitzner, Nikolai Medtner, Othmar Schoeck und Wilhelm Killmayer; mit Peter Schöne (Bariton) und Moritz Eggert (Klavier), produziert von Radio Bremen, Produzentin Renate Wolter-Seevers, 2 CDs, bremen radiohall records